# فريتسي ريدجواي
فريتسي ريدجواي (بالإنجليزية: Fritzi Ridgeway)‏ هي ممثلة أمريكية، ولدت في 8 أبريل 1898 في ميسولا في الولايات المتحدة، وتوفيت في 29 مارس 1961 في لانكستر في الولايات المتحدة بسبب نوبة قلبية.

## وصلات خارجية
- فريتسي ريدجواي على موقع IMDb (الإنجليزية)
- فريتسي ريدجواي على موقع ألو سيني (الفرنسية)
- فريتسي ريدجواي على موقع أول موفي (الإنجليزية)
- فريتسي ريدجواي على موقع قاعدة بيانات الأفلام السويدية (السويدية)
- فريتسي ريدجواي على موقع قاعدة بيانات الفيلم (الإنجليزية)
- فريتسي ريدجواي على موقع كينوبويسك (الروسية)